# Pop opera
Pop opera (ang. operatic pop) jest to podgatunek muzyki pop, która wykonywana jest w klasycznym stylu operowym. Również odwrotnie, piosenka, temat lub motyw pochodzący z muzyki poważnej może być przetwarzany na pop. Termin “pop opera” jest używany najczęściej przez krytyków muzycznych oraz samych jej fanów.

## Solowi wykonawcy pop operowi
- Jonathan Ansell
- Romina Arena
- Krasimir Avramov
- Nikolay Baskov
- Andrea Bocelli[1]
- Donald Braswell II
- Sarah Brightman
- Patrizio Buanne
- Charlotte Church
- Malena Ernman
- Sergio Franchi
- Mario Frangoulis
- Giorgia Fumanti
- Lesley Garrett
- Filippa Giordano
- Alenka Gotar[2]
- Vittorio Grigolo
- Josh Groban
- Katherine Jenkins
- Aled Jones
- Kimera
- Adam Lopez
- Natasha Marsh
- Will Martin
- John McDermott
- Paul Potts
- Alessandro Safina[3]
- Emma Shapplin
- Hera Björk
- Sissel
- Tarja Turunen
- Yulia Townsend
- Vitas
- Rufus Wainwright
- Russell Watson
- Hayley Westenra

## Zespoły pop operowe
- Il Volo
- All Angels
- Amici Forever
- Celtic Woman
- East Village Opera Company
- G4[4]
- Il Divo[5]
- Only Men Aloud
- Opera Babes
- Ten Tenors, The
- Trans-Siberian Orchestra
- Tre Voci
- Three Graces